# Église Saint-Prix de Talus-Saint-Prix
L'église Saint-Prix est une église catholique située à Talus-Saint-Prix, en France.

## Localisation
L'église du XIIe siècle est située dans le département français de la Marne, sur la commune de Talus-Saint-Prix.

## Historique
L'édifice est classé au titre des monuments historiques en 1916. Elle possédait une statue de Avoye de Sicile dans sa tour qui fut dérobée en 1964.

## Annexes

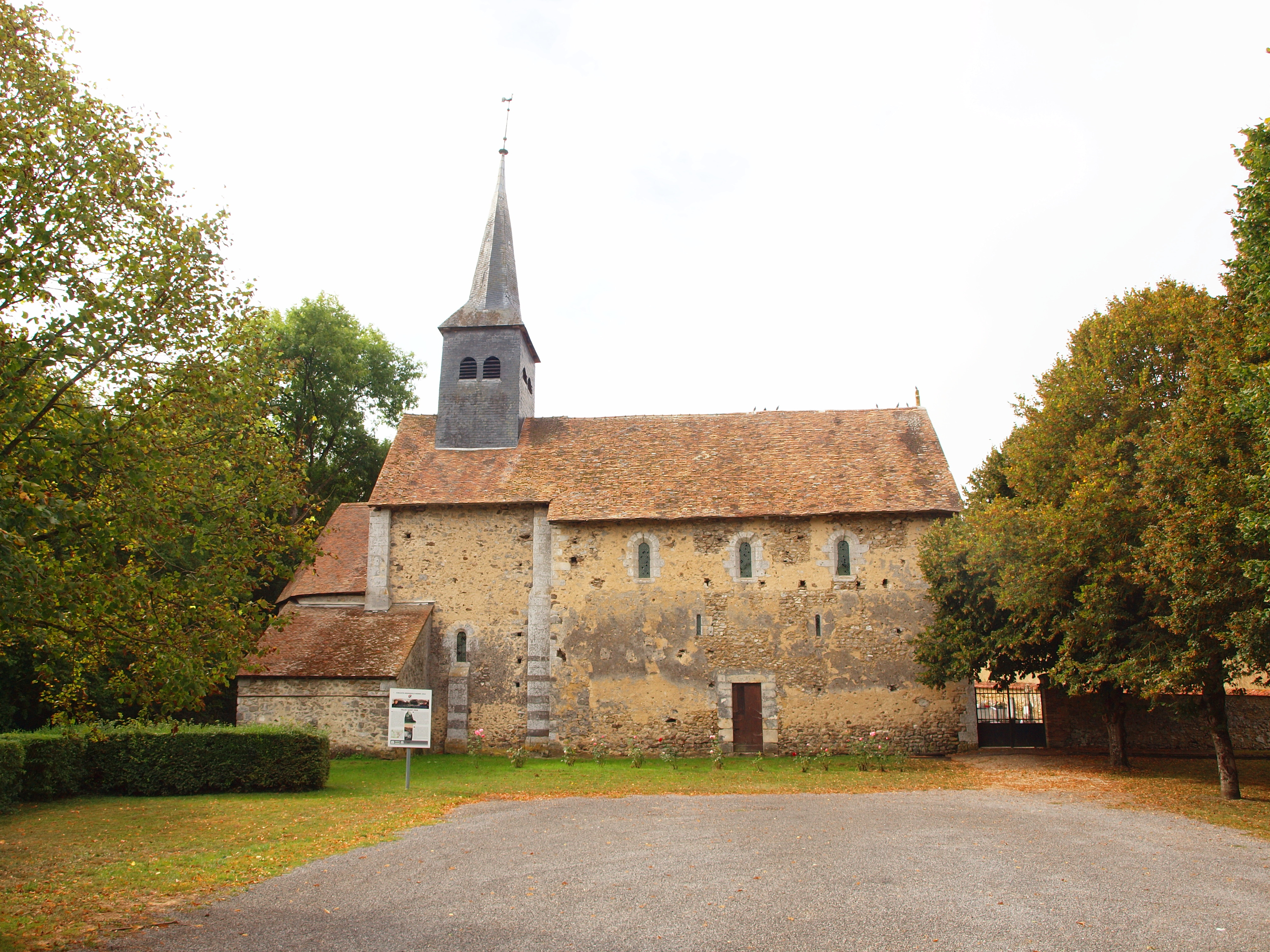
L'église et
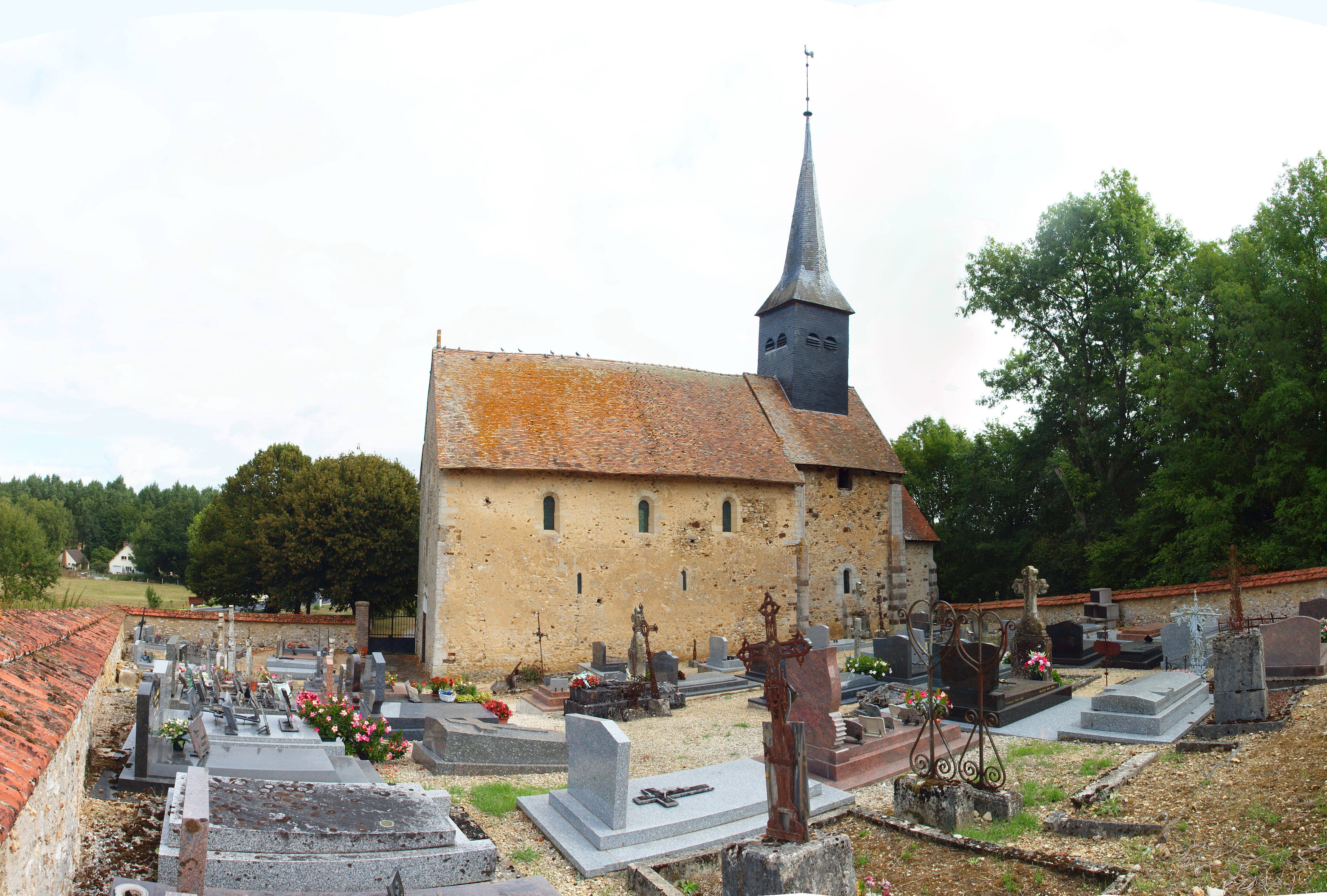
son cimetière.